# 아데마르 페헤이라 다 시우바
아데마르 페헤이라 다 시우바(포르투갈어: Adhemar Ferreira da Silva, 1927년 9월 29일 ~ 2001년 1월 12일)는 세단뛰기를 전문으로 뛰었던 브라질의 육상 선수이다.

## 생 애
아데마르 페헤이라 다 시우바는 2회의 올림픽 금메달리스트(1952, 1956)였으며, 4개의 세계 기록을 수립하였다.
상파울루의 가난한 집안에서 태어나 1947년에 세단뛰기를 시작하였다. 독일인 코치 디트리히 게르너의 지도 아래 다 시우바는 곧 재능을 보이면서 국가 기록을 깨고 1948년 런던 올림픽에 나갔으나 14위에 머물고 말았다.
그러나 1952년 헬싱키 올림픽과 1956년 멜버른 올림픽에서 2연승을 하여 세계 기록 보유자로서 올림픽 2연승을 한 단 한명의 브라질 선수가 되었다.
그는 상파울루 FC의 단원이었으며 팀 셔츠에는 엠블럼 위에 그의 올림픽 2연승을 기념하는 의미로 2개의 별이 붙어있다. 그는 또한 1955년부터 1959년까지 CR 바스쿠 다 가마의 선수로서 활약하였다.

## 같이 보기
- 올림픽 육상 남자 메달리스트 목록
- 올림픽 브라질 선수단